# 亚历杭德拉·席尔瓦
亚历杭德拉·席尔瓦（西班牙語：Alejandra Silva，1983年2月16日—），西班牙女性公关人物，社会活动家。

## 家庭
1983年出生于拉科鲁尼亚，父亲伊格纳西奥·席尔瓦是一位商人，前皇家马德里足球俱乐部副主席。很小就搬到了马德里。毕业后在广告公司实习，2005年开始在一家私人航空公司负责销售和市场营销职位。她的第一任丈夫是矿业大亨弗里德兰，2012年12月生下儿子阿尔伯特。两人于2015年10月离婚。后来她认识大她34歲著名演员李察·基爾，并在2018年4月在美国纽约州结婚。2019年2月初生下儿子亚历山大。

## 公益事业
2007年，她与捷克名模嘉露蓮娜·庫高娃共同发起了一项名为“美丽人生基金” 的非营利性机构，旨在提高公众对世界各地难民、战争受害者家庭以及无家可归的儿童的再认识。
2010年，她参加了皇家马德里足球俱乐部发起的非洲专题项目，以促进体育运动的方式，让困难家庭的儿童融入当地社区。
2016年，她继续在非营利组织活动，并为无家可归者创办了“扶持基金会”。
她是西班牙时尚女装杂志《Hola Fashion》2016年的封面模特。